# Coucou d'Allemagne
Pour les articles homonymes, voir coucou (oiseau).
La coucou d'Allemagne (en allemand Deutscher Sperber) est une race de poule domestique allemande.

## Description
grande race

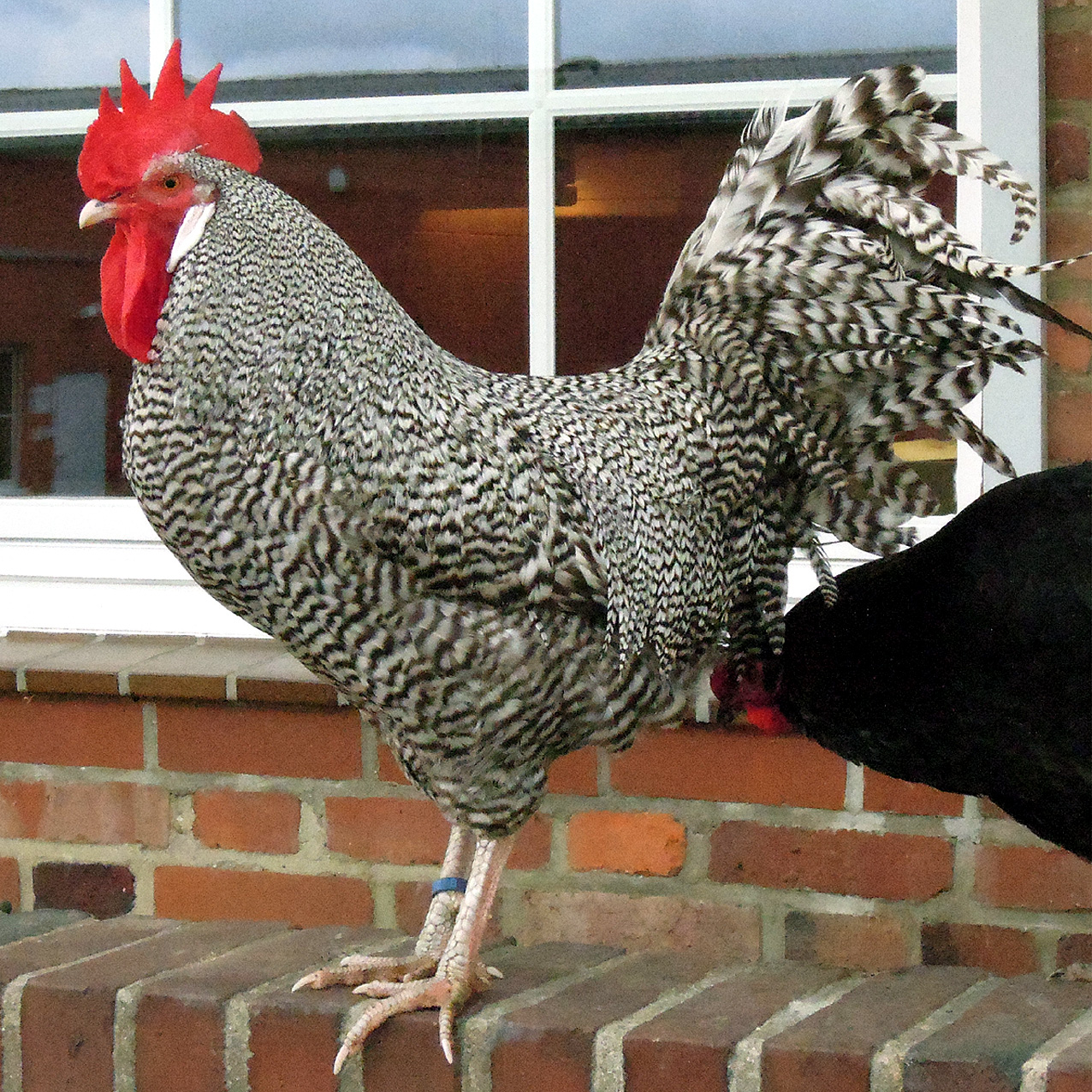
Coq grande race d'un an.

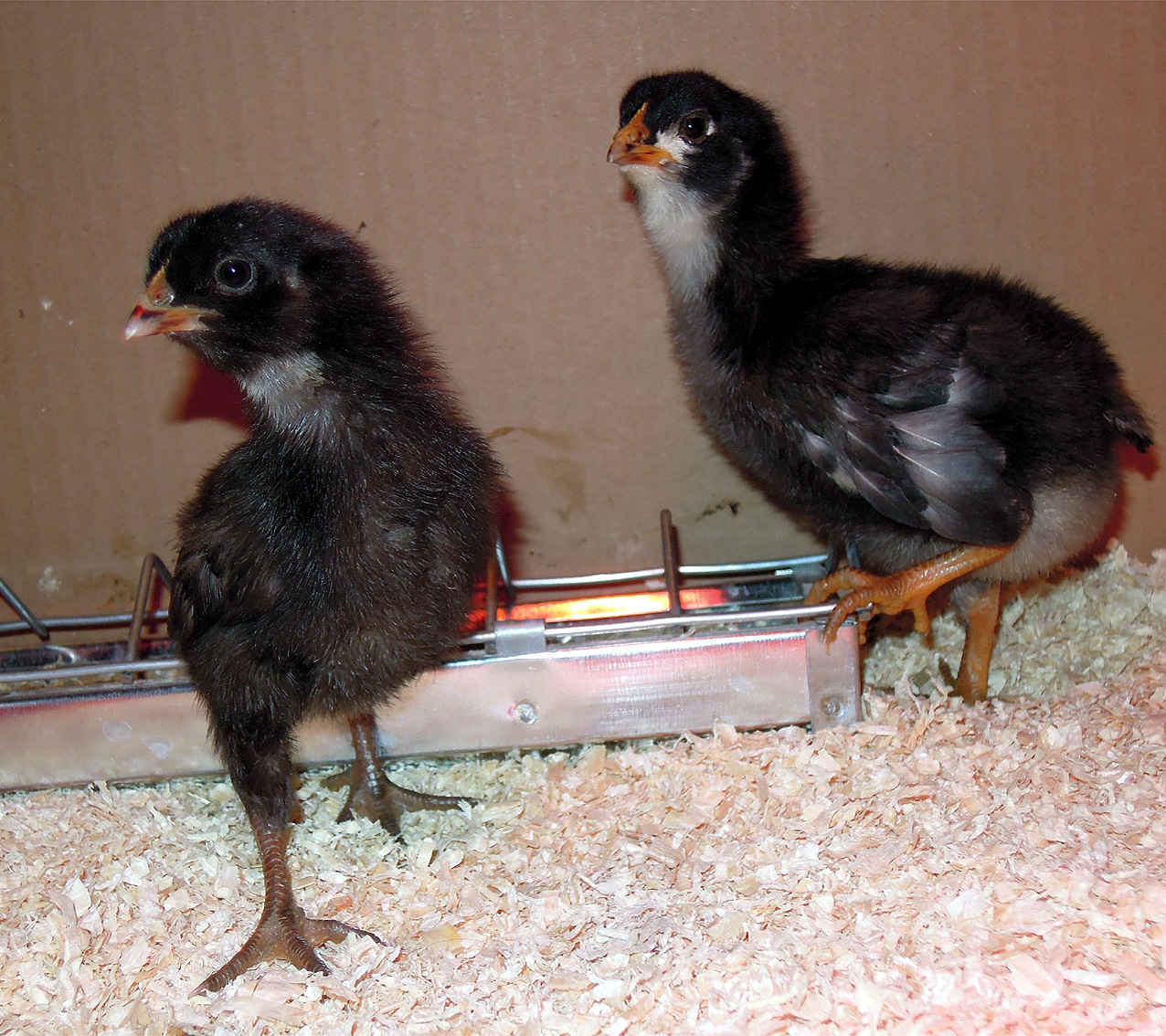
Poussins d'une semaine.

C'est une grande volaille au port de bonne hauteur moyenne, dont la forme rappelle la poule commune; plumage richement fourni, bien collé au corps, au dessin coucou; poule vive, mais sans être craintive.
Elle pond ~180 œufs par an.
naine
Volaille naine au port de hauteur moyenne, dont la forme rappelle celle de la poule commune. crête simple, pas trop profondément dentée, oreillons blanc pur et plumage richement fourni, bien collé au corps, avec dessin coucou; poule vive, mais familière.
Elle pond ~120 œufs par an.

### Origine et histoire
Elle est élevée dès 1903, tout d'abord sous l'appellation « minorque coucou », plus tard sélectionnée vers le type de la poule commune. Cette volaille provient du croisement de plymouth, leghorn, Berg-Schlotter et minorque. En Allemagne, elle figure en 2011 comme « race menacée » à la liste de la Gesellschaft zur Erhaltung alter und gefährdeter Haustierrassen.

### Standard
grande race
- Poids idéale : Coq : 2,5 à 3 kg ; Poule : 2 à 2,5 kg
- Crête : simple, 4 à 6 crétillons.
- Oreillons : blancs
- Couleur des yeux : rouge à brun clair.
- Couleur de la peau : blanche.
- Couleur des tarses : couleur chair, (chez les poules, reflets gris  ou bleus tolérés).
- Variétés de plumage : coucou.
- Œufs à couver : min. 60 g, coquille : blanche.
- Diamètre des bagues : Coq : 20mm ; Poule : 18mm

naine
- Poids idéale : coq : 1100g, poule : 900g.
- Crête : simple, 4 à 6 crétillons.
- Oreillons : blanc pur.
- Couleur des yeux : rouge à brun clair.
- Couleur de la peau : blanche.
- Couleur des tarses : couleur chair. (chez les poules, reflets gris ou quelques écailles grises tolérés).
- Variété de plumage : coucou.
- Œufs à couver : max. 38g, coquille : blanche.
- Diamètre des bagues : coq : 15mm, poule : 13mm.

## Sources
- Le Standard officiel des volailles (Poules, oies, dindons, canards et pintades), édité par la SCAF.